# Sotteville-sous-le-Val
Sotteville-sous-le-Val ist eine französische Gemeinde mit 746 Einwohnern (Stand: 1. Januar 2022) im Département Seine-Maritime in der Region Normandie. Sie gehört zum Arrondissement Rouen und zum Kanton Caudebec-lès-Elbeuf. Die Einwohner werden Sottevillais genannt.

## Geografie
Sotteville-sous-le-Val liegt etwa 16 Kilometer südlich von Rouen an der Seine. Umgeben wird es von den Nachbargemeinden Tourville-la-Rivière im Norden und Nordwesten, Les Authieux-sur-le-Port-Saint-Ouen im Norden und Nordosten, Igoville im Osten, Pont-de-l’Arche im Süden und Südosten, Criquebeuf-sur-Seine im Süden und Südwesten sowie Freneuse im Westen.
Durch die Gemeinde führt die Autoroute A13.

## Bevölkerungsentwicklung
| 1962 | 1968 | 1975 | 1982 | 1990 | 1999 | 2006 | 2012 |
| ---- | ---- | ---- | ---- | ---- | ---- | ---- | ---- |
| 260  | 297  | 316  | 470  | 524  | 577  | 663  | 773  |

## Sehenswürdigkeiten
- Kirche Saint-Baudille, 1880 erbaut an der Stelle der früheren Kirche aus dem 11. Jahrhundert
- Steinkreuz aus dem 12. Jahrhundert, Monument historique seit 1913
- Teile des Schlossgeländes Val-Freneuse aus dem 17. Jahrhundert
- Herrenhaus aus dem 18. Jahrhundert